# マリアクラブ
マリアクラブ (maria club) は、1986年11月25日から1997年7月31日まで福岡県福岡市中央区舞鶴1丁目8番4号に存在していたディスコである。

## 概要
冬野観光（後述）が開設し、開店時にはTM NETWORKのライブが開催された。当時「九州最大級」と言われ、多くの若者が来店していた。親不孝通り沿いにてオープンした後、同通りから西側に延びる路地に面した場所へ移転し、路地は「マリアストリート」と呼ばれるようになった。最盛期にはそこに趣向の異なるいくつかのディスコやクラブが並んだほか、マリアビルには24時間営業の書店「ブックスマリア」や隣にはダンキンドーナツもあり、昼夜を問わず賑わいを見せていた。ビル内の回廊には、恋人同士が記念に「愛の南京錠」を取り付けるための壁も設置されていた。
延べ床面積は、当時国内最大規模の2200平方メートル。地上5階建ての1、2階にダンスフロアがあり、5階まで吹き抜けになった2階のメインホールには最先端の照明装置やスピーカーシステムなどを備えていた。1階は主にハウスやブラックミュージック中心で、2階はユーロビート中心だった。
バブル崩壊の影響やディスコブームの終焉を経て客足が減少し、1997年7月31日に閉店した。その後、建物は廃墟状態を経て2003年1月8日より取り壊し工事が開始された。跡地は、2005年にディックスクロキによって建築された15階建てのマンション・グランパーク天神となっている。なお、マリアストリートの通称は、現在でも使われることがある。

## 冬野観光
冬野観光はキャバクラブームの時、中洲で「スキャンダルレディ」、「スキャンダルレディ2」といった店を開いて人気を集め、「中洲の夜の帝王」とまで呼ばれた。その後にブームが弱くなりはじめた頃、親不孝通り（当時）にマリアクラブを開いて別のターゲット相手の商売を成功させた。マリアクラブは20 - 40代くらいの男女の遊びの場として、またビジネス上の、食事しながらの打ち合わせの場などとしても利用されていた。
本社は中央区高砂2丁目のバス停そばにあり、派手なオープンカー2台を宣伝に使用していた。「バブルの寵児」とまで評されていたが、バブル崩壊後の不況下においてディスコブーム終了後の新たな路線を見いだせないまま、2001年4月に倒産した。

### 冬野観光の主な経営店舗
スキャンダルレディ、スキャンダルレディ2、マリアクラブ、ヴェルサイユ・パレス（マリアハウス2号館）、異魔仁（マリアハウス3号館）、FUNKY Café、ブックスマリア、極楽食堂、遊膳亭、ガーリックパラダイス、桃源郷、しっとう屋、牛若丸、SOHO、イタリア館、トリップファクトリー、曼荼羅、ハリウッドパーティー、アダムとイヴ、hanako、JJ30、25ans、美味屋・亜細亜屋台市場、おんちっ子clubなど。